# 國防學院 (印度)
国防学院（National Defence Academy，缩写：NDA）是印度普纳的一所军校，培养海陆空三军军官。该校的学生已有三人获得Param Vir Chakra勋章，也有多位校友担任印度海、陆、空三军参谋长，使其成为印度负有盛名的军校之一。

## 校区

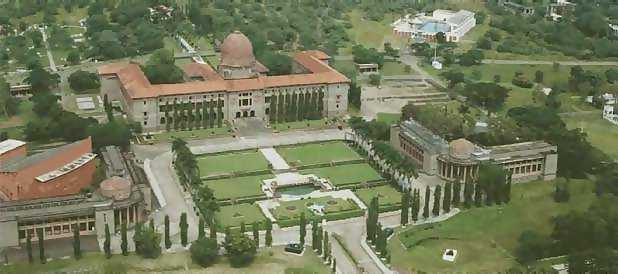
校区航拍图

其校区位于普纳市中心西南17公里的Khadakwasla区，东南面有一个湖泊，停靠着用来训练学生的军舰HMS Angostura。